# Przejazd (Miłomłyn)
Przejazd – część miasta Miłomłyn. Rozpościera się wzdłuż ulicy Przejazdowej na zachód od centrum miasta.
W latach 1975–1998 miejscowość administracyjnie należała do województwa olsztyńskiego.